# Zecchino d'Oro 2000
Il quarantatreesimo Zecchino d'Oro si è svolto a Bologna dal 23 al 26 novembre 2000. L'anteprima, condotta da Milly Carlucci si è svolta il 19 novembre.
È stato presentato da Cino Tortorella, Cristina D'Avena, Ettore Bassi. La serata finale è condotta in prime time da Milly Carlucci con la partecipazione di Pino Insegno e Roberto Ciufoli. Le sigle erano due - il misto di "Il trenino dello Zecchino" e dei brani più famosi dalle vecchie edizioni, durante la settimana e il misto delle versioni strumentali delle vecchie canzoni, con i pezzettini cantati dalle Verdi Note dell'Antoniano, prima della serata finale.
Solo 6 canzoni su 14 partecipano alla serata finale, come era già avvenuto nel 1997 e 1998. È stata l'ultima edizione in cui la finale fu trasmessa in prima serata.
Per la prima ed unica volta nella storia dello Zecchino d'Oro, la consueta giuria dell'Antoniano è stata affiancata da tre giurie esterne: una a Foligno con Cristina D'Avena, una a Genova con Annalisa Mandolini e Massimiliano Rosolino ed un'altra a Maranello con Ettore Bassi.
Il Fiore della solidarietà del 2000 è dedicato alla costruzione della "casa del sorriso di Mariele" in Romania.

## Brani in gara
- Balalaika magica (Волшебная балалайка) ( Russia) (Testo italiano: Salvatore De Pasquale) - Elena Dmitrievna Motyreva  (Елена Дмитриевна Мотырева) (5 anni) ed Ekaterina Igorevna Volosnikova (Екатерина Игоревна Волосникова) (9 anni)
- Bella l'estate (Que c'est bon, l'été) ( Francia) (Testo italiano: Sergio Menegale) - Emma Colombani (9 anni)
- Gedeone marziano pasticcione (Testo: Gian Marco Gualandi/Musica: Gian Marco Gualandi) - Brenda e Federica Brancato (entrambe 4 anni),  Giuseppe Venturino (8 anni)
- I gol di Zé (É gol do Zé) ( Brasile) (Testo: Morris Albert/Testo italiano: Federico Padovano/Musica: Morris Albert) - Fernando Henrique Biagio (9 anni)
- Il ciuco Cico (El burrito montañero) ( Panama) (Testo italiano: Francesco Rinaldi) - Roberto Elías Quintero Reyes (7 anni)
- Il cuoco pasticcione (Testo: Mario Manasse/Musica: Marco Mojana) - Federica Colucci  (8 anni)
- Il dialetto (Testo: Tony Martucci, Giuliano Taddei/Musica: Fagit) - Ludovica Ferrara (4 anni), Giulio Giannini (7 anni) e Annachiara Monna (7 anni)
- Il rock della K (Testo: Gianfranco Grottoli, Andrea Vaschetti, Franco Fasano/Musica: Gianfranco Grottoli, Andrea Vaschetti, Franco Fasano, Francesco Cambareri) - Sebastiano Raciti  (6 anni)
- La coccinella sul go-kart (Testo: Mario Manasse / Musica: Marco Mojana) - Speranza Rizza (3 anni) e Serena Santucci (4 anni)
- Le oche del Campidoglio (Testo: Vittorio Sessa Vitali/Musica: Augusto Martelli) - Linda Gnoato (6 anni)  e Davide Marrese (5 anni)
- Non voglio cantare (Testo: Maria Cristina Misciano/Musica: Sandro Tuminelli) - Chiara Piccioli (4½ anni)
- Spunta la luna (七福神) ( Giappone) (Testo italiano: Maurizio Piccoli) - Minori Nara (奈良実乃里) (8 anni)
- Su e giù (Turn your downs around) ( Stati Uniti) (Testo italiano: Cheope) - Alexander Masters (7 anni)
- Un leopardo per amico (Chui anapendeza) ( Tanzania) - Emanuel Daniel Mganilwa (6 anni)